# 米毓瑞
米毓瑞（1853年—1909年），山西省忻州直隸州人，清朝政治人物、進士出身。
光緒十六年（1890年），参加光緒庚寅科殿試，登進士二甲135名。同年五月，改翰林院庶吉士，此后在崞县崞阳书院讲学。光緒十八年五月，散館，授翰林院編修。
1897年任太谷县凤山书院主讲，1900年回到家乡忻州担任秀容书院山长（主要负责人），1902年秀容书院改制为新兴学堂后担任其首任堂长。